# Почтовый рожок (марка Норвегии)
«Почто́вый рожо́к» (норв. Posthornfrimerker) — филателистическое название серии стандартных почтовых марок Норвегии, выпускающейся без перерывов с 1872 года на протяжении более чем 140 лет.

## Описание
Основным сюжетным элементом марки является почтовый рожок — знак официального характера эмиссии. На изгибе петли рожка находится корона, а внутрь вписана цифра номинала. Все эти элементы заключены в широкий овал, в верхней части которого находится название страны (NORGE), а в нижней — повторена сумма номинала прописью.
В каждом из четырёх углов марки находится по железнодорожному колесу с крыльями Меркурия, что символизирует быстроту доставки почтовой корреспонденции и технический прогресс. Марки печатались и продолжают печататься в листах по 100 штук.
Термин «Почтовый рожок» (Posthorn) является наиболее употребимым названием этой серии. Другие, менее распространённые варианты: «норвежский почтовый рожок», «почтовый рожок и корона» (англ. Posthorn and Crown) и, иногда, «коронованный почтовый рожок» (норв. Kronet Posthorn) — правда, в норвежской филателистической традиции так называется не марка, а почтовый штемпель с соответствующим рисунком, также имеющий многолетнюю историю применения. Не следует их путать.

## История

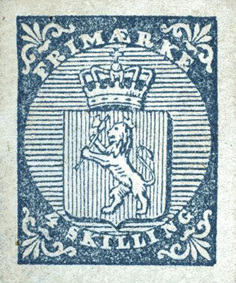
Первая марка Норвегии (1855)

### Предыстория
Появление серии «Почтовый рожок» можно считать в известном смысле плодом самокритики. Норвегия выпустила свою первую почтовую марку 1 января 1855 года, на ней был изображён герб страны.
Хотя эта и последующие марки ныне относительно редки, недёшевы и являются желанным приобретением для филателистов, с точки зрения дизайна и исполнения они не вполне соответствуют не только нынешним представлениям о качестве, но и представлениям того времени. Норвежская печать отзывалась о тех почтовых марках как об «уродливых, примитивных и неподходящих» — и если сравнить их с марками других государств тех лет, следует признать, что это было не так уж далеко от истины.

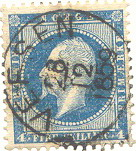
Вторая марка Норвегии (1856)

В декабре следующего 1856 года была выпущена в свет новая серия дефинитивов — с профилем короля Оскара I. Поскольку Норвегия на тот момент находилась в неравноправной унии с соседней Швецией, шведские монархи одновременно считались и норвежскими. Между тем страна, испытывавшая подъём национально-освободительного движения, ощущала потребность в своих сугубо национальных символах. Одним из таких символов и стал «Почтовый рожок».

### Появление
Дизайн марки был разработан немецким архитектором и графиком Андреасом Фридрихом Вильгельмом фон Ханно (нем. Andreas Friedrich Wilhelm von Hanno, 1826—1882). Вильгельм фон Ханно находился на норвежской службе с 1850 года и специализировался на железнодорожных зданиях — его авторству принадлежат, например, многие вокзалы и станционные помещения железных дорог тогдашней Норвегии. Гравёром первого выпуска новых стандартных марок страны стал датчанин Филип Бац (дат. Philip Batz) из Копенгагена.

Норвежский почтовый рожок. Коллекция Королевского музея почты Норвегии

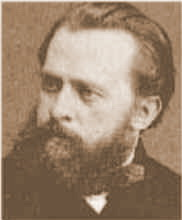
Андреас Фридрих Вильгельм фон Ханно

Эксперты находят дизайн новой норвежской серии превосходным и, что важно, вневременны́м. Например, Кеннет Вуд (англ. Kenneth A. Wood) в своём трёхтомнике «Это филателия», вышедшем в свет в 1982 году, отозвался о норвежском «Почтовом рожке» так:

«Этот простой и функциональный дизайн даже сегодня не выглядит устаревшим или старомодным».
Оригинальный текст (англ.)"It is a simple and effective design, which even today does not appear dated or old fashioned."
Впрочем, у рисунка «Почтового рожка», созданного Вильгельмом фон Ханно, имелся прототип, появившийся за год до рождения «рожка», — это аналогичная серия стандартных почтовых марок Дании 1870—1871 годов. Она была изначально двухцветной и так и называется — «Датская двухцветка» (The Danish Bi-Coloured).
Центральный элемент «Двухцветки» — кружок с цифрой номинала, увенчанный короной. Его обрамляет венок из пшеничных колосьев, в месте пересечения которых, внизу, подвешен небольшой почтовый рожок. Все перечисленные элементы заключены в большой овал, содержащий в своей верхней части название страны, а в нижней — сокращённую надпись «почтовая марка» (дат. postfrim.) и номинал с указанием денежной единицы. В углах марки находится орнамент (так называемая «арабеска»).

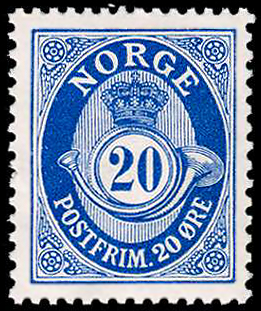
Норвегия
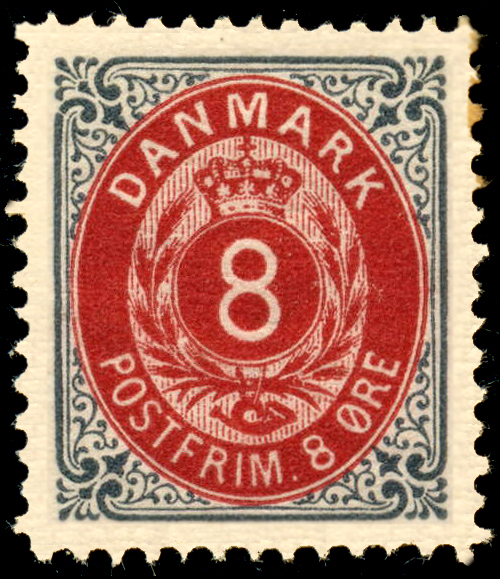
Дания
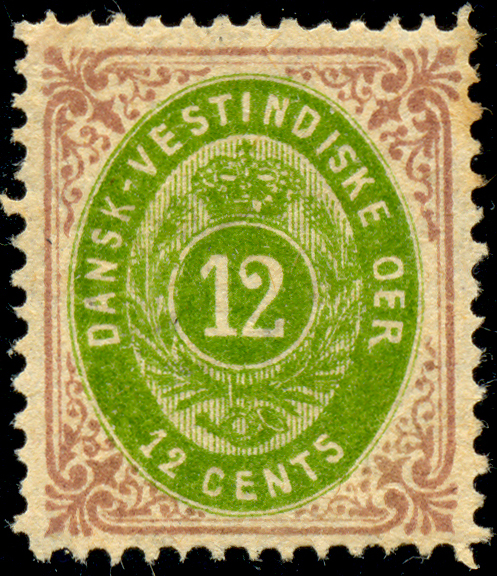
Датская Вест-Индия
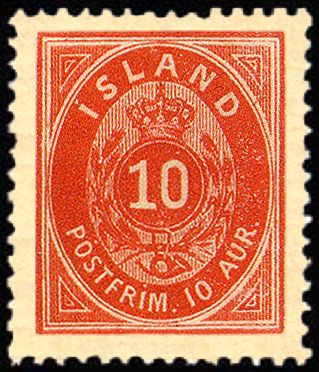
Исландия
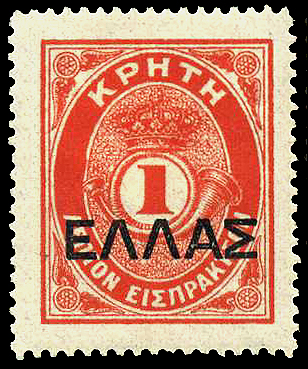
Крит (Греция)
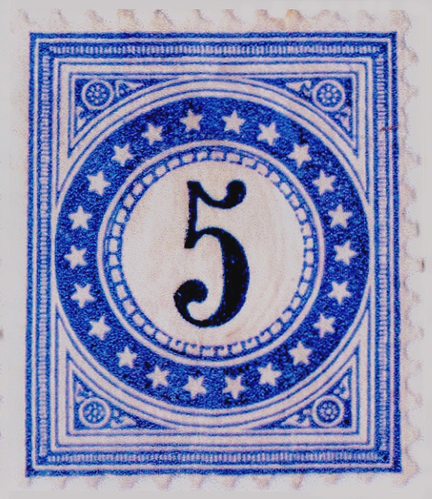
Швейцария

Если положить обе марки рядом, легко заметить, однако, что Вильгельму фон Ханно удалось не просто создать вариант по мотивам «родительского» датского, а переосмыслить его, обосновав смысл каждого элемента и найдя им иные, более совершенные, пропорции. Это особенно заметно на фоне двух остальных более поздних параллельных попыток — исландской и критской. В исландском варианте (1876), например, удалось без смысловых потерь убрать угловые «арабески», заменив их геометрическими фигурами. Первая доплатная марка Крита (1910), созданная уже по мотивам «Почтового рожка» Норвегии и, таким образом, приходящаяся «Датской двухцветке» «внучкой», показывает, что нарушение найденных пропорций тут же снижает общее впечатление: марка становится аляповатой. Ещё одна её «внучка», доплатная марка Швейцарии «Лучистая звезда» (1878), демонстрирует преемственность лишь одного элемента норвежского «рожка» — крылатых железнодорожных колёс в углах рисунка.

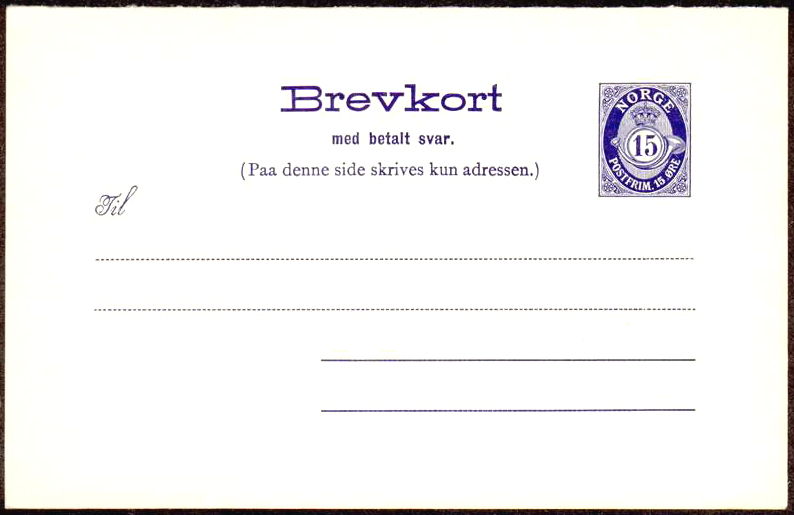
Маркированная почтовая карточка Норвегии (1888)

Несмотря на официально определённую дату запуска «Почтового рожка» в обращение 1 января 1872 года, первые «рожки» появились в продаже, по данным Stamp Magazine, уже в декабре предыдущего. По меньшей мере с 22 декабря 1871 года «Почтовый рожок» стал применяться для франкировки корреспонденции (известны соответствующие почтовые гашения).
С 1872 года по настоящее время почтой Норвегии было выпущено в общей сложности 154 основные разновидности «Почтового рожка», включая несколько юбилейных выпусков «марка на марке». Кроме эмиссии самих марок, почта Норвегии выпускала и продолжает выпускать и цельные вещи с напечатанными «Почтовыми рожками» — открытки, маркированные конверты, аэрограммы и др.
«Почтовый рожок» не раз менял типографии-производителей и фактически все свои параметры, оставаясь неизменным в основных деталях. В частности, с 1872 по 1991 год марки серии печатались в один цвет, с 1991 года рисунок стал двуцветным, а с 1997 года — многоцветным. Менялась зубцовка, способы печати, бумага, наличие водяных знаков, размер марки (нормальная длина рисунка 20 мм, однако в 1882—1888 годах она была на миллиметр больше), шрифт и содержание надписи номинала, рисунок крыльев, колёс, короны, толщина и затенённость петли самого рожка: филателисты различают «затенённый рожок» (shaded) и без тени — unshaded posthorn. Вот как это происходило:

### Эволюция

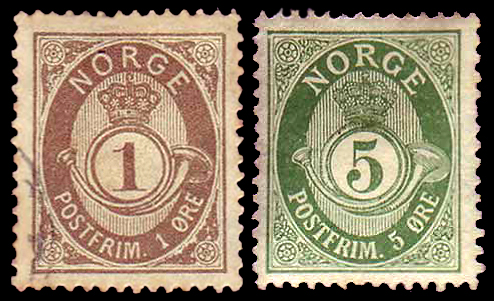
Выпуски 1877 и 1894 годов в сравнении. Надписи без засечек и с засечками

Первый выпуск 1872—1875 годов печатался в типографии Петерсена (P. Petersen) в Христиании (ныне Осло) и прослужил до 1877 года, после чего был изъят из обращения в связи с изменением валюты: вместо скиллингов были введены эре и кроны. Во втором выпуске нижняя надпись была изменена: отныне и навсегда вместо номинала прописью там появилась надпись «почтовая марка» (postfrim. — сокращённое postfrimerke) и дублирование номинала цифрой, в эре (øre). Тогда же определилась роль эмиссии в целом — служить дефинитивами низких, обиходных, номиналов. Традиционным сюжетом высоких (в кронах) номиналов стали герб страны или портрет правителя.
В 1882 году контракт на новый выпуск получил Кристиан Йонсен (Christian Johnsen). В 1886—1895 годах его конкурентом стало предприятие Central Printing Works Ганса Якоба Йенсена (Hans Jacob Jensen). Тиражи, печатавшиеся в обеих типографиях, можно различить по более тонким линиям рисунка и надписям чуть меньшего размера во втором случае. В 1893 году в связи с износом плат потребовалась перегравировка. Новым гравёром стал И. Трондсен (I. Trondsen) из Кёнигсберга — и это отразилось на рисунке марок: шрифт надписей (Stolpeskrift) получил засечки (Antikva). Такое начертание сохранилось на марках серии по сей день.

Выпуски 1910 (типографская печать), 1940 (фотогравюра) и 1962 (глубокая печать) годов в сравнении

С 1895 года тиражи «Почтового рожка» изготавливаются Кристианом Кнудсеном (Christian Knudsen). В 1909 году в варианте нового гравёра Х. Руа (H. Rui) корона была отделена от рожка более чёткой линией. С 1937 года «Почтовый рожок» печатается с помощью фотогравировки на мощностях Эмиля Мостю (Emil Mostue), а с 1940 года — впервые — на бумаге без водяных знаков. Тогда же серия была ограничена номиналами от 1 до 7 эре, для более высоких было решено выпустить новые дефинитивы с изображением герба Норвегии. Такая пропорция, с учётом обесценения валюты, стала в дальнейшем традиционной.
В июне 1940 года Норвегия была оккупирована войсками Третьего рейха — и годовщина этого события в августе 1941 года отразилась на серии «Почтовый рожок» и остальных дефинитивах: они были надпечатаны символом «V» («победа») чёрной краской. Примечательно, что нацисты не решились прекратить выпуск или модифицировать рисунок серии, несмотря на наличие короны — запрещённого и преследовавшегося тогда символа.

Выпуски 1991 (глубокая печать), 1997 и 2005 годов (офсет) в сравнении

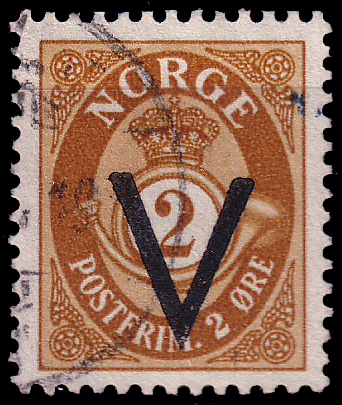
Оккупация Норвегии (1941)

Норвежское движение сопротивления немедленно использовало поданную идею, преобразовав гитлеровское «V» в лозунг Vi vill vinne — «Мы победим». Слоган тайком писался на зданиях, дорогах, указателях и других уличных предметах, выражая отношение населения к захватчикам. В 1944 году он появился на марках королевского правительства Норвегии в изгнании (в Лондоне) и стал активно использоваться в антигитлеровской пропаганде в англоязычном мире.
С 1950 года исполнителем новых выпусков становится типография Норвежского банка (норв. Norges Bank Seddeltrykkeri). С 1962 года серия печатается глубокой печатью, гравёр — Кнут Лёркке-Сэренсен (Knut Løkke-Sørensen). Цвета становятся насыщеннее.
С 1969 года «Почтовый рожок» выпускается на фосфоресцирующей бумаге для автоматизации и облегчения процесса сортировки почтовой корреспонденции. Гравёр — Х. Вельде (H. Welde). Тогда же серия вновь разрастается, включая в себя все номиналы до 1 кроны.
В 1991 году Кнут Лёркке-Сэренсен впервые делает «Почтовый рожок» двуцветным. Начиная с 1994 года выпуск на фосфоресцирующей бумаге прекращается. Гравёр Сверре Моркен (Sverre Morken) делает «Почтовый рожок» максимально приближённым к первому выпуску 1872 года, но — многоцветным.
С 1997 года «Почтовый рожок» переходит на офсет. В этом же выпуске номиналы впервые представлены в виде десятичных дробей. С декабря 2000 года серия печатается в Нидерландах в типографии Йоха Энсхеде (Joh Enschedé Security Printers).
| №  | Годы      | Номиналы, цвета | Рожок                                                   | Шрифт                                                   | Способ печати                                           | Водяной знак, бумага                                    | Зубцовка                                                |
| -- | --------- | --- | ------------------------------------------------------- | ------------------------------------------------------- | ------------------------------------------------------- | ------------------------------------------------------- | ------------------------------------------------------- |
| 1  | 1872—1875 | Скиллинги: 1 (зелёная), 2 (голубая), 3 (красная), 4 (бледно-сиреневая), 6 (светло-коричневая), 7 (тёмно-коричневая) | с тенью                                                 | без засечек                                             | типографская печать                                     | есть                                                    | 14½ × 13½                                               |
| 2  | 1877—1882 | Эре: 1 (серая), 3 (оранжевая), 5 (голубая), 10 (красная), 12 (зелёная), 20 (коричневая), 25 (бледно-серая), 35 (сине-зелёная), 50 (малиновая), 60 (синяя) | с тенью                                                 | без засечек                                             | типографская печать                                     | есть                                                    | 14½ × 13½                                               |
| 3  | 1882—1888 | Эре: 3 (оранжевая), 5 (сине-зелёная), 10 (красная), 12 (зелёная или коричневая), 20 (синяя или тёмно-коричневая), 25 (сиреневая); надпечатка «2 эре» на коричневой марке 12 эре. | без тени                                                | без засечек                                             | типографская печать                                     | есть                                                    | 14½ × 13½, высота рисунка 21 мм                         |
| 4  | 1886—1894 | Эре: 1 (серая), 2 (коричневая), 3 (жёлтая), 5 (зелёная), 10 (красная), 20 (синяя), 25 (сизая) | без тени                                                | без засечек                                             | типографская печать                                     | есть                                                    | 14½ × 13½                                               |
| 5  | 1893—1894 | Эре: 3 (жёлтая), 10 (красная), 20 (синяя) | без тени                                                | с засечками                                             | типографская печать                                     | есть                                                    | 14½ × 13½                                               |
| 6  | 1894—1898 | Эре: 1 (серая), 3 (оранжевая), 5 (зелёная), 10 (красная), 20 (синяя), 25 (сиреневая), 35 (сине-зелёная), 50 (тёмно-красная) | без тени                                                | с засечками                                             | типографская печать                                     | есть                                                    | 13½ × 12½                                               |
| 7  | 1898—1908 | Эре: 1 (серая), 2 (светло-коричневая), 3 (оранжевая), 5 (зелёная), 10 (красная), 15 (тёмно-коричневая), 20 (голубая), 25 (сиреневая), 30 (тёмно-серая), 35 (сине-зелёная), 50 (тёмно-красная), 60 (синяя); надпечатки на первом выпуске: «30 эре» на 7 скиллингах, «15 эре» на 4 скиллингах | без тени                                                | с засечками                                             | типографская печать                                     | есть                                                    | 14½ × 13½                                               |
| 8  | 1909—1919 | Эре: 1 (серая), 2 (светло-коричневая), 3 (оранжевая), 5 (зелёная), 10 (красная), 12 (сине-фиолетовая), 15 (коричневая), 20 (голубая), 25 (сиреневая), 30 (тёмно-серая), 35 (болотная), 40 (светло-зелёная), 50 (тёмно-красная), 60 (синяя)                                                  | без тени                                                | с засечками                                             | типографская печать                                     | есть                                                    | 14½ × 13½                                               |
| 9  | 1920—1929 | Эре: 5 (сиреневая), 7 (зелёная), 10 (тоже зелёная), 15 (тёмно-синяя), 20 (болотная), 25 (красная), 30 (голубая), 40 (тоже голубая) надпечатка «5 эре» на 25 эре предыдущего выпуска | без тени                                                | с засечками                                             | типографская печать                                     | есть                                                    | 14½ × 13½                                               |
| 10 | 1937      | Эре: 1 (болотная), 2 (светло-коричневая), 3 (оранжевая), 5 (малиновая), 7 (зелёная) | без тени                                                | с засечками                                             | фотогравюра                                             | есть                                                    | 12¾ × 13¼                                               |
| 11 | 1940—1941 | Эре: 1 (болотная), 2 (светло-коричневая), 3 (оранжевая), 5 (малиновая), 7 (зелёная), 12 (сиреневая) | без тени                                                | с засечками                                             | фотогравюра                                             | нет                                                     | 14½ × 13½                                               |
| 12 | 1941      | Выпуски 1937 и 1940 годов надпечатаны "V" чёрного цвета | Выпуски 1937 и 1940 годов надпечатаны "V" чёрного цвета | Выпуски 1937 и 1940 годов надпечатаны "V" чёрного цвета | Выпуски 1937 и 1940 годов надпечатаны "V" чёрного цвета | Выпуски 1937 и 1940 годов надпечатаны "V" чёрного цвета | Выпуски 1937 и 1940 годов надпечатаны "V" чёрного цвета |
| 13 | 1950—1952 | Эре: 10 (сизая), 15 (сине-зелёная или коричневая), 20 (тёмно-коричневая или зелёная); надпечатка «20» на марке 15 эре | без тени                                                | с засечками                                             | фотогравюра                                             | нет                                                     | 12¾ × 13¼                                               |
| 14 | 1962      | Эре: 5 (малиновая), 10 (сизая), 15 (коричневая), 20 (зелёная) | с тенью                                                 | с засечками                                             | глубокая печать                                         | нет                                                     | 12¾ × 13¼                                               |
| 15 | 1969—1978 | Эре: 5 (малиновая), 10 (сизая), 15 (светло-коричневая), 20 (зелёная), 25 (голубая), 40 (болотная), 50 (сиреневая), 60 (красная), 70 (оранжевая), 80 (тёмно-красная), 90 (тёмно-коричневая)                                                                                                  | с тенью                                                 | с засечками                                             | глубокая печать                                         | фосфоресцирующая бумага                                 | 12¾ × 13¼                                               |
| 16 | 1991—1992 | Кроны, в два цвета: 1 (чёрная и красная), 2 (сиреневая и зелёная), 3 (зелёная и синяя), 4 (красная и оранжевая), 5 (синяя и зелёная), 6 (тёмно-красная и изумрудная), 7 (зелёная и пурпурная), 8 (фиолетово-зелёная), 9 (коричневая и голубая)                                              | с тенью                                                 | с засечками                                             | глубокая печать                                         | фосфоресцирующая бумага                                 | 12¾ × 13¼                                               |
| 17 | 1997      | Кроны: 0,10 (карминово-коричневая), 0,20 (голубо-синяя), 0,30 (оранжевая), 0,40 (серая), 0,50 (зелёная) | с тенью                                                 | с засечками                                             | офсет                                                   | нет                                                     | 12¾ × 13¼                                               |
| 18 | 2001—2005 | Кроны: 1 (зелёная, с золотом), 2 (голубая, с золотом), 3 (синяя, с золотом), 5 (сиреневая, с золотом), 6 (фиолетовая, с золотом), 7 (коричневая, с золотом), 9 (оранжевая, с золотом) | с тенью                                                 | с засечками                                             | офсет                                                   | нет                                                     | 14 × 13½                                                |

В 2010 году были переизданы марки образца 2001—2005 годов достоинством 1 и 2 кроны, а также были дополнительно эмитированы марки в 4 и 8 крон. В 2010—2015 году была произведена эмиссия высокономинальных марок серии «Почтовый рожок»: в 2010 году — 30 крон, в 2011 — 50 крон, в 2013 — 10 и 20 крон, в 2015 году — 60 крон.

## Коммеморативы

Столетие почтовых марок Норвегии. Надпечатка «Oslo Norwex» (1955)

Столь долгая и успешная история выпуска не могла не стать значимым событием сама по себе, даже на фоне традиционного консерватизма эмиссионной политики скандинавских стран и, в частности, почты Норвегии. «Почтовый рожок» был несколько раз удостоен чести быть отмеченным на марках страны.
Впервые это произошло в январе 1955 года в связи со столетием первой почтовой марки Норвегии. Тогда была выпущена серия с изображениями трёх марок — первой, образца 1855 года, серии «Почтовый рожок» красного цвета номиналом в три скиллинга, а также серии с геральдическим львом 1922 года. В дальнейшем эта серия была надпечатана по случаю Norwex, международной филателистической выставки, прошедшей в Осло в июне 1955 года.

Столетний юбилей «Почтового рожка» на первом блоке Норвегии (1972)

Второй раз репродукция этой же трёхскиллинговой марки появилась в паре с голубым двухскиллинговиком в мае 1972 года — на двухмарочной коммеморативной серии, выпущенной к столетию «Почтового рожка». Одновременно был выпущен почтовый блок, содержащий обе марки — первый блок Норвегии.
К этому же событию была приурочена эмиссия юбилейных маркированных почтовых карточек страны, воспроизводящих «Почтовый рожок» первого выпуска в натуральную величину в обрамлении лавровых веток.
В третий и последний на сегодняшний день раз репродукция трёхскиллингового «Почтового рожка» увидела свет в 1995 году в восьмимарочной серии, посвящённой 350-летию норвежской почты.